# Andasibe (Vavatenina)
Pour les articles homonymes, voir Andasibe.
Andasibe est une commune urbaine malgache.
Elle est située dans la partie sud-ouest de la région d'Analanjirofo.

## Géographie
Elle est traversée par le fleuve Maningory. La commune est composée de 11 fokontany.
Elle se trouve 138 km au nord-est d'Antananarivo. Sa surface totale est de 363 km2.

## Démographie
En 2014, la commune comptait 27 890 habitants.

## Économie
Le territoire de la commune produit du riz, de la canne à sucre, du girofle, du café et de la banane. Les surfaces cultivables couvrent une superficie de 3 996,55 ha.